# SN 2005ll
SN 2005ll – supernowa typu Ia odkryta 8 listopada 2005 roku w galaktyce A222806-0107. W momencie odkrycia miała maksymalną jasność 22,50m.